# César Giris
Cesare Giri dit César Giris, né en 1877 à San Severino Marche et mort en octobre 1941 à Rome, est un artiste peintre, dessinateur, caricaturiste, scénographe et sculpteur italien.

## Biographie
Issu d'une famille de la petite bourgeoisie de la Province de Macerata, Cesare Giri est admis à l'Accademia di belle arti di Roma où il étudie la peinture, le dessin de nu, la sculpture, puis reçoit deux bourses qui lui permettent d'intégrer la prestigieuse Accademia di San Luca où il se spécialise en architecture. Tout en commençant à participer à des projets d'envergure comme le monument à Victor-Emmanuel II dans l'étude de l'architecte Giuseppe Sacconi, il commet quelques caricatures pour le journal satirique italien Fantasio où il croise divers intellectuels comme l'écrivain Massimo Bontempelli. Cependant, c'est principalement la sculpture qui retient tout son intérêt : il exécute le bronze mortuaire d'Umberto Ier ainsi qu'un service en argent pour la reine Marguerite.

### Paris

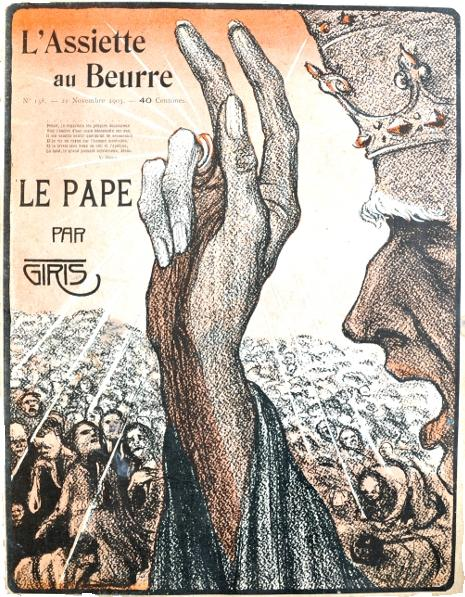
Numéro de L'Assiette au beurre conçu par Giris et consacré au Pape (n° 138, 21 novembre 1903).

Âgé de 24 ans, peut-être lassé du climat politique réactionnaire dans lequel plonge l'Italie à cette époque, l'étudiant, aux talents pourtant fort remarqués, choisit de quitter soudainement Rome pour la capitale française et de se lancer dans une carrière de dessinateur pour la presse engagée, satirique et humoristique. Il signe désormais ses caricatures « César Giris » (ou simplement « Giris »), et préféra à son nom de naissance ce pseudonyme durant toute sa carrière.
Le premier périodique qui accepte de publier ses dessins est L'Assiette au beurre qui lui confie la réalisation d'un numéro complet sur « le Pape » publié le 21 novembre 1903 en plein débat sur la laïcité. Deux ans plus tard, un autre dessinateur italien issu de la même région que Giris eut ce privilège, il s'agit de Gabriele Galantara. Cet album lui ouvre les portes d'une dizaine de supports de presse illustrés tels que Le Cri de Paris, Le Rire, La Vie parisienne, Le Sourire, La Vie pour rire, Le Pêle-Mêle, Le Bon Vivant, L’Indépendant, Le Magazine illustré... Pour L'Assiette, il couvre un autre album intitulé « Carnaval » (no 205, mars 1905).
Giris fréquente à la fois Montmartre et le Quartier latin, vivant au sein de la petite communauté d'artistes italiens installés à Paris où se rencontrent Leopoldo Fregoli qui le qualifie de « maître italien de l'humour » et le sculpteur Medardo Rosso. Très productif, il compose des illustrations pour des partitions musicales, des cartes postales, des publicités. Certains de ses motifs récurrents sont des fables animalières qui lui permettent, sous la forme de courtes bandes dessinées, de fustiger les grimaces de son temps. Ouvrant un atelier à partir de 1907, sans doute sur les conseils de Rosso, il se met à transformer sous forme de petites sculptures en terre cuite peinte, tel Honoré Daumier, les portraits-charges de nombreuses personnalités comme Léopold II de Belgique ou Theodore Roosevelt ; encouragé, il exécute des moules et commence à produire en série limitée des figurines satiriques tant politique, artistique que sociale, représentant des types très parisiens, inspirés de Toulouse-Lautrec. C'est surtout Georges Rouault, qui fut son ami, qui lui conseille de s'intéresser aux gens du peuple : Giris exécute alors des figurines de gigolettes ou d'Apaches très expressives. Londres, Berlin et bientôt New York s'arrachent ses créations. En 1909, il les expose au Salon des humoristes.
En 1910, il expose également ses toiles au Salon des indépendants, aux côtés des Fauves et cette année-là marque son retour en Italie où il participe à l'« Esposizione umoristica internazionale » du Castello di Rivoli, parrainée par le président du conseil italien Giovanni Giolitti : Giris est à l'apogée de sa gloire, quand, à son retour sur Paris, il apprend que le roi Victor-Emmanuel l'a fait chevalier.
En 1911, il expose au Salon des indépendants les cartons réalisés pour la mise en opéra de L'Oiseau bleu de Maurice Maeterlinck et collabore à la revue L'Illustration théâtrale.

### La Première Guerre mondiale

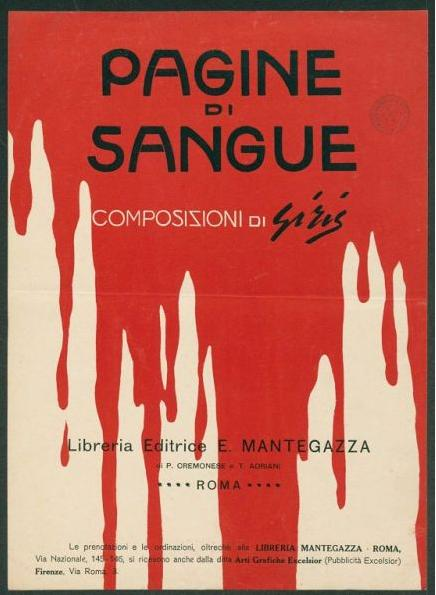
Couverture de l'album Pagine di Sangue (Rome, 1916).

En 1915, avec l'entrée en guerre de l'Italie, Giris est appelé sous les drapeaux de son pays natal. Il a 37 ans mais il se voit réformé. Désespéré par le spectacle de la guerre, il compose à Rome l'un de ses chefs-d’œuvre, les Pagine di Sangue (Pages de sang), 17 tableaux expressionnistes mettant en scène l'horreur et la tragédie des tranchées et dont la presse internationale se fait l'écho, reproduits sous la forme d'un album lithographié imprimé à Bergame en version italienne et française.
Durant les années de guerre, il intègre une agence d'architecture et travaille sur des projets d'ingénierie très alimentaires. En 1919, il retourne à Paris.

### New York
Mais à peine revenu dans la capitale française qu'il découvre que le temps n'est plus à l'humour, même s'il continue à livrer des dessins, notamment au groupe de presse de Pierre Lafitte. La Belle Époque est bien finie, aussi choisit-il d'embarquer pour les États-Unis. En 1920, à New York, il rencontre Florenz Ziegfeld qui lui commande des esquisses de costumes et de décors pour les spectacles qu'il orchestre sur Broadway. Devenu costumier et scénographe, il travaille activement en lien avec la compagnie Cheney Brothers, producteur d’étoffes à base de soie, dessine de nombreux ouvrages d'ébénisterie destinés tant au monde du spectacle qu'à la publicité. Les directions artistiques de Life, Theatre Magazine et Pictorial Review font appel à ses talents.

### Retour en Italie
La crise de 1929 met fin au rêve américain de Giris qui retourne à Rome. Durant dix ans, il participe à divers projets architecturaux dont la restauration de la Maison d'Auguste et la décoration du Teatro Titano de Saint-Marin (1936-1941).

## Conservation
- 12 figurines (1907-1910), musée Carnavalet
- Pagine di Sangue (Rome, Libreria editrice E. Mantegazza, 1916), Biblioteca Universitaria Alessandrina et Bibliothèque nationale du Portugal